# Norfolk megye (Massachusetts)
Norfolk megye az Amerikai Egyesült Államokban, azon belül Massachusetts államban található. Megyeszékhelye Dedham, legnagyobb városa Quincy. Lakosainak száma 725 981 fő (2020. április 1.). Norfolk megye Middlesex, Suffolk, Plymouth, Bristol, Providence és Worcester megyékkel határos.

## Népesség
A megye népességének változása:
| Lakosok száma | 672 677 | 677 622 | 682 078 | 687 802 | 696 023 | 725 981 |
|               | 2010    | 2011    | 2012    | 2013    | 2015    | 2020    |